# 李貴發
李貴發（1947年3月7日—），安徽太和人，中華民國空軍將領。

## 生平
空軍軍官學校第51期畢業，中華民國空軍中將，曾任中華民國空軍作戰司令及國防部情報次長。退伍後曾任台北市黃埔四海同心會會長及中山黃埔文經交流協會理事長。
李貴發退伍後偶有發表專欄文章及軍事評論，2017年時曾於香港媒體鳳凰衛視談及台灣軍事情報，因此遭時任立委徐永明斥其為「背骨仔」、「舔共中將」。